# جيمس إتش ستوك
جيمس إتش ستوك (بالإنجليزية: James H. Stock)‏ هو اقتصادي أمريكي، ولد في 24 ديسمبر 1955 في ميونخ في ألمانيا.